# تيم (مشروب)
كان تيم هو مشروب غازي بنكهة الليمون أنتجته شركة بيبسيكو في عام 1959 لينافس مشروب سفن أب. لم  يعد المشروب متوفرًا في معظم أنحاء العالم، لكنه موجود حتى الآن في بعض دول أمريكا الجنوبية وأفريقيا وآسيا.

## الملخص
عرف تيم في مراحل ما قبل التخطيط باسم "Duet"؛ لكن لكي لا يسبب الاسم نزاع محتمل بشأن حقوق الطبع والنشر مع سويفت وهي شركة تصنيع أغذية تمتلك مارغارين تحمل نفس العلامة التجارية غير الاسم قبل أن يبدأ تسويقه. في 10 أبريل 1959، اجتمع ثلاثة ممثلين لشركة بيبسي كولا من شيكاغو ونيويورك وسان فرانسيسكو في سانت جوزيف بولاية ميسوري في 10 أبريل 1959، واختيرت المدينة لتكون السوق الأولى للمشروب الجديد. ظهرت إعلانات في الصحف المحلية تعلن عن المشروب الجديد بعد ثلاثة أيام يوم الاثنين. بيع تيم في الولايات المتحدة وكندا حتى أُوقف في عام 1984 بسبب انخفاض المبيعات.
اختفى تيم تقريبًا في اليابان وكوريا الجنوبية والعديد من البلدان الأخرى واستُبدل بـميرندا ليمون أو العلامات التجارية الوطنية، فاستبدل بمشروب شيلسونغ سايدر من شركة لوت جروب، بينما استُبدل في اليابان بمشروب ميتسويا سايدر من شركة أساهي للمشروبات الغازية، وفي تركيا بمشروب فروكو من شركة تامك، وجميع هذه الشركات تربطها علاقات وثيقة بـ بيبسيكو. لاستمر وجوده في بعض الأسواق حتى التسعينيات قبل أن تسمح بيبسيكو للبائعين باستبداله بسفن أب بعد استحواذها على العلامة التجارية الدولية لـسفن أب (باستثناء الولايات المتحدة). وركزت إنتاجها على سفن أب ومن وقتها وتحتكر بيبسي صودا الليمون في العديد من البلدان فتبيع سفن أب وتيم أيضًا.